# Medicina del sueño

Ejemplo de un diario de sueño

La medicina del sueño es una especialidad médica que se dedica al diagnóstico y tratamiento de los trastornos del sueño. Desde mediados del siglo XX, las investigaciones han generado conocimientos, respuestas y cuestionamientos cada vez más amplios acerca del funcionamiento del ciclo sueño vigilia. Esta disciplina, que está creciendo rápidamente, se ha convertido en una subespecialidad médica reconocida en algunos países. La medicina del sueño odontológica también ha sido reconocida y certificada por los comités médicos de algunos países. Debidamente organizados, en los Estados Unidos se están organizando programas académicos de posgrado de una duración mínima de 12 meses. En algunos países, los investigadores del sueño pueden ser los mismos doctores que ofrecen tratamiento a personas que tienen dificultades para dormir.
Las primeras clínicas de sueño de los Estados Unidos se fundaron en los 70 con la colaboración de médicos, otros técnicos y profesionales de la salud; el estudio, diagnóstico y tratamiento de la apnea obstructiva de sueño fueron sus primeros objetivos. Para 1999, prácticamente cualquier médico estadounidense sin un tratamiento específico en medicina del sueño podía abrir ya su laboratorio del sueño.
Los trastornos y perturbaciones del sueño son muy comunes y tienen consecuencias significativas en la vida de los individuos afectados, y también efectos económicos y de muchos otros tipos a nivel social. Según el doctor Charles Czeisler, el Comité Nacional de Seguridad en el Transporte de los Estados Unidos (U.S. National Transportation Safety Board) ha descubierto que la principal causa de los accidentes fatales de los tráileres en las carreteras tiene que ver con un estado de fatiga de los conductores (fatiga 31%, consumo de alcohol o de otras sustancias 29%), y la privación de sueño ha sido un factor significativo en accidentes dramáticos tales como el  Desastre del Exxon Valdez, los incidentes nucleares en  Chernobyl y en Three Mile Island y la explosión del transbordador espacial Challenger.

## Alcance y clasificación
Las habilidades en medicina del sueño requieren comprender una gran diversidad de trastornos, muchos de los cuales presentan síntomas muy similares como, por ejemplo, la somnolencia diurna excesiva, que, en ausencia de privación de sueño voluntaria, "casi inevitablemente es provocada por un trastorno de sueño que es posible identificar y tratar" como, por ejemplo, la apnea de sueño, la narcolepsia, el hipersomnio idiopático del sistema nervioso central, el síndrome de Kleine-Levin, el hipersomnio relacionado con la menstruación, el estupor recurrente idiopático o los trastornos del ritmo circadiano. Otro de los trastornos más comunes es el  insomnio, que consta de una serie de síntomas y tiene muy diversas causas físicas o mentales. Todos los casos se abordan de distinta manera y no pueden tratarse sin antes llevar a cabo el debido diagnóstico.
La Clasificación Internacional de los Trastornos del Sueño (ICSD) se reestructuró en 1990 para incluir un código que correspondiera a cada entrada diagnóstica y para clasificar lo mejor posible los trastornos del dormir a través de un mecanismo fisiopatológico, y no tan sólo a través de la queja primaria. El entrenamiento en medicina del sueño es multidisciplinario, y la actual estructura se eligió para estimular el enfoque multidisciplinario en el diagnóstico. Generalmente los trastornos del sueño no se ajustan con precisión a la clasificación internacional; los diagnósticos diferenciales se entrecruzan con los sistemas médicos. En 1997 se elaboraron revisiones menores y actualizaciones a la ICSD y, desde entonces, existe una versión "revisada" de la clasificación: la denominada ICSD-R. El actual sistema de clasificación presenta, de hecho, las categorías que sugirió Nathaniel Kleitman, el "padre de la investigación del sueño", en su obra de 1939 Sleep and Wakefulness (El sueño y la vigilia, aún no traducido al español).
La ICSD-R incluyó a los trastornos del sueño primarios en los subgrupos 1) disomnias, que incluye a aquellos que generan quejas de insomnio o de somnolencia excesiva, y 2) las  parasomnias, que, si bien no generan esas quejas primarias, sí interrumpen el sueño o se presentan durante la noche. Una subdivisión adicional de las disomnias preserva la integridad de los trastornos de sueño del ritmo circadiano, según lo publicado por aproximadamente 200 doctores e investigadores de todo el mundo que participaron, entre 1985 y 1990, en la elaboración de esta versión. Los dos últimos subgrupos fueron: 3) los trastornos de sueño médicos o psiquiátricos y 4) la sección donde se proponen nuevos tipos de trastornos de sueño. Los autores pensaron que el término médicos o psiquiátricos no era precisamente el ideal, pero creyeron que resultaba mejor que la alternativa de usar el de orgánicos o no orgánicos, el cual muy probablemente cambiaría en el futuro. Los esquemas de informes detallados sirvieron para obtener más información y realizar investigaciones más profundas. En el 2005 se publicó una segunda edición de esta clasificación: la ICSD-2.
El MeSH (acrónimo en inglés de Medical Subject Headings, que en español podría traducirse como Encabezados de Temas Médicos,), servicio que forma parte de la Biblioteca Nacional de Medicina y de los Institutos Nacionales de Salud de los Estados Unidos, utiliza categorías generales muy similares: 1) las disomnias, donde se incluye a la narcolepsia, la apnea y a los trastornos del ritmo circadiano, 2) las parasomnias, que incluyen el bruxismo (rechinar de dientes), el sonambulismo y la enuresis, y 3) perturbaciones en el dormir originadas por trastornos médicos o psiquiátricos. El sistema aquí aplicado genera "árboles", en los que cada diagnóstico se elabora desde perspectivas diversas, de modo tal que cada trastorno recibe distintos códigos.
El DSM-IV-TR (siglas de la versión revisada de la cuarta edición del Diagnostic and Statistical Manual of Mental Disorders (editado en español como Manual diagnóstico y estadístico de los trastornos mentales) aplica los mismos códigos diagnósticos que la Clasificación internacional de enfermedades y otros problemas de salud (CIE-10) y clasifica los trastornos de sueño en tres grupos: 1) trastornos de sueño primarios, que incluye tanto disomnias como parasomnias, que se supone son consecuencia de una perturbación endógena en los mecanismos generadores del ciclo sueño-vigilia o en los mecanismos de sincronicidad de ese ciclo, 2) trastornos secundarios a trastornos mentales y 3) trastornos relacionados con un padecimiento mental o con el abuso en el consumo de sustancias.

## Desarrollo histórico
Un médico del siglo XVI escribió que muchos trabajadores se sentían exhaustos y adormilados en las primeras horas de la noche; que las relaciones sexuales con sus parejas solían darse durante el periodo de vigilia, después de un primer sueño reparador. Según los antropólogos, las sociedades aisladas sin luz eléctrica duermen siguiendo distintos patrones de sueño; rara vez lo hacen conforme al hábito actual de dormir ocho horas en un solo periodo nocturno. Se ha escrito mucho acerca de la interpretación de los sueños, desde tiempos bíblicos hasta Sigmund Freud, pero el dormir por sí mismo fue considerado, durante muchos siglos, simplemente un estado pasivo opuesto al despertar.
El concepto de medicina del sueño nació durante la segunda mitad del siglo XX. Debido al rápido desarrollo en los conocimientos acerca del dormir (como, por ejemplo, los avances en el campo de la cronobiología desde 1960 y el descubrimiento del sueño MOR (1952-1953) y de la apnea de sueño (descrita por vez primera en la literatura médica en 1965), terminó por reconocerse la importancia del sueño en el ámbito de las ciencias de la salud. La comunidad médica comenzó a prestar más atención en los últimos años a los trastornos primarios del sueño (la apnea del sueño, por ejemplo) y también a la relevancia de la calidad del sueño en el desarrollo de otros padecimientos. Para la década de 1970, en los Estados Unidos y en muchos países de Occidente en las dos décadas siguientes, se fundaron clínicas y laboratorios de sueño para el estudio y tratamiento del dormir y sus trastornos. La mayor parte de los médicos especialistas en trastornos del sueño centraron su interés en la apnea; algunos eran expertos en narcolepsia. Aún no surgía la necesidad de restringir el uso del término médico del sueño o del término hipnólogo, y comenzó a nacer la de elaborar las normas correspondientes.
El entrenamiento médico tradicional no ha puesto suficiente atención a los trastornos del sueño. Según la revisión publicada en el 2005 por la doctora Ruth M. Benca (del Departamento de Psiquiatría de la Universidad de Wisconsin) acerca del diagnóstico y tratamiento del insomnio crónico, la mayor parte de los médicos "no están bien entrenados respecto al sueño y sus trastornos" y un estudio realizado en 1990-1991 en 37 facultades de medicina de los Estados Unidos demostró que el sueño y sus trastornos eran "abordados" en un tiempo total de enseñanza de menos de dos (2) horas, en promedio. La revisión de la doctora Benca cita un estudio elaborado en el 2002 por Papp y sus colaboradores en un grupo de más de 500 médicos de atención primaria quienes dijeron que sus conocimientos acerca de los trastornos del sueño eran buenos (10%), suficientes (60%) o malos (30%); ninguno los consideró "excelentes". La revisión de más de 50 estudios indica que tanto los médicos como los pacientes parecen no estar dispuestos a analizar las quejas de sueño, en parte debido a su sentir de que los tratamientos para el insomnio son ineficaces o están asociados con riesgos, y a que:

Es posible que los médicos exploren en los pacientes las dificultades de sueño con objeto de evitar tener que abordar problemas de salud de mayor importancia, que los obligarían a dedicar más tiempo al paciente.

Por otra parte, un comentario editorial en un número aparecido durante 1999 en la revista de neumología Chest del Colegio Estadounidense de Cirujanos del Tórax (neumólogos, en el ámbito clínico) puso mucho interés en los Interrogantes en medicina del sueño (Conundrums in Sleep Medicine). El autor, en ese entonces presidente de la Sección Sueño de su organización, se preguntaba: "¿Qué hace falta para abrir un laboratorio de sueño? ¡Dinero y un espacio físico! Al parecer, cualquier persona puede establecer un laboratorio de sueño, y así ocurre." En cuanto al proceso de acreditación necesario para hacerlo, agrega: "No obstante, la mayor parte de las entidades (de los Estados Unidos) no estipulan condiciones para hacerlo; aún más, la mayor parte de las compañías de seguros tampoco han establecido todavía condiciones para los reembolsos. Existe también un Comité Estadounidense de Medicina del Sueño (American Board of Sleep Medicine, ABSM) que certifica a los nuevos especialistas en trastornos del sueño. Esta certificación pretende facultar a los individuos más calificados para que abrir un laboratorio de sueño; sin embargo, la certificación no es necesaria para dirigir un laboratorio de sueño ni tampoco para llevar a cabo estudios de sueño." La preocupación de la autora del comentario editorial fue, en ese año: 

No todos los pacientes con hipersomnio tienen apnea del sueño, y pueden perderse otros diagnósticos si el médico recibió entrenamiento sólo para el diagnóstico y tratamiento de la apnea de sueño. Además, cuando un médico instala su propio laboratorio de sueño, se asume que es un experto en sueño y se le solicita que evalúe y trate todo tipo de trastornos de sueño, a pesar de que no recibió entrenamiento apropiado para hacerlo.

En el Reino Unido, al parecer hacen falta muchos conocimientos sobre medicina del sueño y mejores posibilidades de diagnóstico y tratamiento. En su página web (), el periódico británico Guardian cita al director del Centro del Sueño del Centro de Salud Imperial (el Imperial College Healthcare NHS Trust): "Uno de los problemas en nuestro país es que ha habido realmente poco entrenamiento en medicina del sueño; realmente no existe un programa estructurado de adiestramiento para médicos del sueño."  La página web del Centro de Salud Imperial muestra interés en el tratamiento del síndrome de apnea obstructiva crónica (OSA, en inglés) y en unos pocos trastornos, pero entre ellos no el insomnio.

### Cronología
- Antiguo Egipto - Según lo que mencionan los papiros de Ebers, de Edwin Smith y de Cahun, quizá el primer tratamiento contra el insomnio (el primer hipnótico) fue el opio.[24]
- Antigua Grecia - En los textos del corpus hipocrático aparecen numerosas referencias al sueño.
- Galeno de Pérgamo (129 o 130-200 o 216 d. C.) publica el tratado De Dignotione ex Insomnis Libellis (ya traducido al inglés como On Diagnosis from Dreams, es decir, Sobre el diagnóstico de los sueños, pero aún no traducido al español), que describe los sueños o ensoñaciones) y afirma que pueden ser un reflejo de los padecimientos del cuerpo.[25]
- 1830 - El médico escocés Robert MacNish publica la monografía The Philosophy of Sleep (La filosofía del sueño, aún no traducida al español), donde se describe, más desde un punto de vista filosófico que experimental, al sueño como un estado pasivo del funcionamiento del cerebro, en contraste con la vigilia, un estado activo.
- 1910 - Los fisiólogos franceses René Legendre y Henri Piéron descubren que, al inyectar suero de perros con privación de sueño a otros despiertos, estos últimos muestran fatiga. Piéron acuña el término hipnotoxina para denominar a la sustancia hipotética, ese factor endógeno promotor del sueño.
- 1913 - Henri Piéron publica el primer texto donde se analiza el sueño desde un punto de vista fisiológico, Le Problème Physiologique du Sommeil (El problema fisiológico del sueño, aún no publicado en español), que se considera el inicio del enfoque moderno en las investigaciones sobre el dormir.
- 1929 - El psiquiatra alemán Hans Berger demuestra, al desarrollar el electroencefalograma (EEG) y aplicarlo a la comparación del cerebro de personas dormidas con el de personas despiertas, que la actividad eléctrica en ambos estados (sueño y vigilia) es totalmente distinta: se descubren, así, los patrones cambiantes asociados con cada uno de ambos estados, con lo que se pone en duda la idea de que el dormir es un proceso pasivo del cerebro.
- Investigaciones de diversos autores encontraron, durante la década de 1930, que la actividad eléctrica del cerebro se caracterizaba, durante el sueño, por la presencia de ondas lentas y husos de alta amplitud y, durante la vigilia, por la presencia del denominado ritmo alfa y, detrás de éste, de un ritmo de baja amplitud. Por ejemplo, en 1937 Alfred Loomis determinó que el sueño no es un estado de letargo neuronal, sino un estado activo en el que, durante la noche, el cerebro pasa por diferentes fases.[26]
- 1949 - Horace Winchell Magoun (1907-1991), fisiólogo norteamericano, y Giuseppe Moruzzi (1910-1986), fisiólogo italiano, desarrollan la teoría del sistema de actividad reticular (la influencia de la formación reticular del tallo cerebral sobre la activación del EEG), que determinó, por ejemplo, que la transición del sueño a la vigilia se asociaba con alteraciones en la sincronización de las descargas de esa estructura específica con la corteza cerebral, y permitió comenzar a entender los procesos fisiológicos ocurridos durante el sueño. El artículo en el que ambos autores publicaron sus hallazgos se considera desde hace muchos años una obra clásica de las neurociencias.[27][28][29][30]
- 1953 - Eugene Aserinsky y Nathaniel Kleitman, su asesor del doctorado, descubren la importancia, en el dormir, de los movimientos rápidos de los ojos (MOR).
- ? - William C. Dement describe la relación entre los sueños (imágenes oníricas) y el dormir con y sin movimientos oculares rápidos (sueño MOR y sueño NMOR, respectivamente).

## Adiestramiento y certificación de especialistas

### A nivel internacional
La World Federation of Sleep Research & Sleep Medicine Societies ("Federación Mundial de Sociedades de Medicina del Sueño y de Investigación sobre el Sueño") (WFSRSMS) se fundó en 1987. Como lo dice su nombre, los miembros están interesados tanto en la investigación básica y clínica como en el tratamiento. En el continente americano, pertenecen a ella la American Academy of Sleep Medicine ("Academia Americana de Medicina del Sueño") (AASM), la Sleep Research Society of the United States ("Sociedad de Investigación sobre el Sueño de los Estados Unidos") (SRS), la Canadian Sleep Society ("Sociedad Canadiense del Sueño") (CSS) y la Federación de Sociedades Latinoamericanas del Sueño (FLASS). La WFSRSMS publica las revistas Journal of Sleep Research, Journal of Clinical Sleep Medicine, Sleep y Sleep and Biological Rhythms, y promueve las investigaciones sobre el sueño y el entrenamiento y actualización de los especialistas en esta área.

### Asia
En Asia, algunas de las organizaciones pertenecientes a la WFSRSMS son la Australasian Sleep Association ("Asociación Australasiana de Sueño") (ASA) de Nueva Zelanda y Australia, y la Asian Sleep Research Society ("Sociedad Asiática de Investigaciones del Sueño") (ASRS), organización que aglutina a las sociedades de varias naciones asiáticas.

### Europa
La Sociedad Europea de Investigaciones sobre el Sueño (European Sleep Research Society) (ESRS) es miembro de la WFSRSMS. Una instancia formal de la ESRS es la Asamblea de Sociedades Nacionales del Sueño (Assembly of National Sleep Societies) (ANSS) que, al menos hasta el 2007, incluía a organizaciones médicas y científicas de 26 países, entre ellos algunos que no pertenecen a la Unión Europea. La ESRS ha publicado las Normas Europeas de Acreditación para Centros de Medicina del Sueño (European Accreditation Guidelines for SMCs), el primer grupo de varias normas propuestas con objeto de coordinar y promover la ciencia del sueño y la medicina del sueño en Europa.

### Estados Unidos
La Academia Norteamericana de Medicina del Sueño (AASM), fundada en 1978, se dedicó a aplicar el proceso de certificación y el examen de medicina del sueño para médicos hasta 1990. En 1991 se creó el Consejo Norteamericano de Medicina del Sueño (ABSM), entidad independiente subordinada a la anterior que tomó bajo su responsabilidad las tareas mencionadas. A partir del 2007, la ABSM dejó de administrar el examen, pues consideró que un proceso de supervisión reconocido por el Consejo Norteamericano de Especialidades Médicas (American Board of Medical Specialties) (ABMS) resultaba ventajoso para el campo. Los candidatos que aprobaron el examen ABSM en 1978-2006 conservarán la certificación de por vida como diplomados de esa organización.
En la actualidad, el Consejo Norteamericano de Psiquiatría y Neurología (American Board of Psychiatry and Neurology) (ABPN) y los consejos correspondientes de Medicina Interna, de Pediatría y de Otorrinolaringología (oído, nariz y garganta, ENT) administran en conjunto el examen de Certificación en Medicina del Sueño para sus miembros. Cada comité supervisa los 12 meses requeridos de entrenamiento formal de sus candidatos, y el examen se aplica a todos ellos al mismo tiempo y en el mismo lugar. Durante los primeros cinco años, 2007-2011, debido a razones de exención por antigüedad, existe una "ruta práctica" para los especialistas certificados por el ABSM. Por otra parte, después del año 2011 se añadirán otros requisitos. El ABPN ofrece, en su página web, información acerca de los procedimientos, requisitos y exámenes.

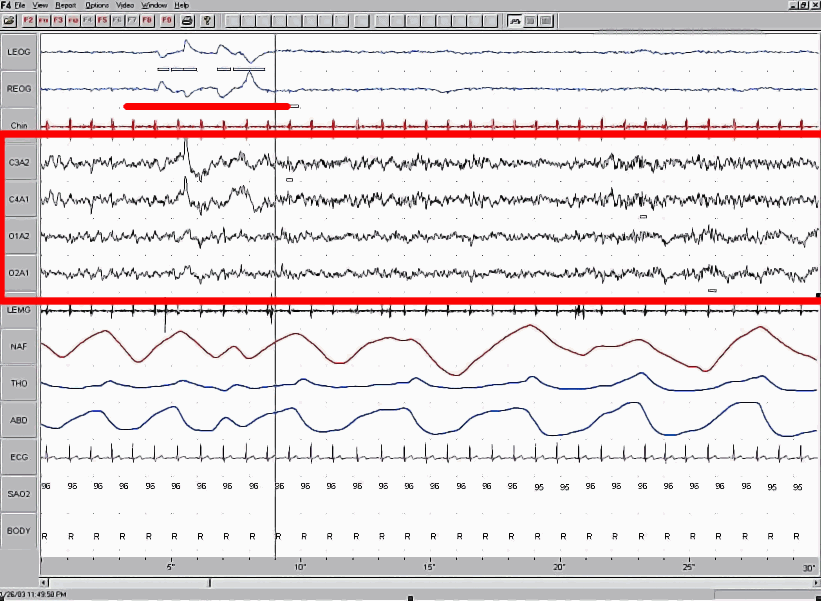
Detalle de un polisomnograma, una de las herramientas utilizadas por los especialistas en el estudio del sueño.

La medicina del sueño es ahora una subespecialidad reconocida en la medicina interna, la  medicina familiar, la pediatría, la otorrinolaringología, la psiquiatría y la neurología en los Estados Unidos. La Certificación en Medicina del Sueño otorgada por los diversos "Comités Miembros" del ABMS demuestra que el especialista:

ha demostrado tener experiencia en el diagnóstico y manejo de los padecimientos clínicos que se presentan durante el sueño, que perturban el sueño o que se ven afectados por trastornos en el ciclo sueño-vigilia. Este especialista está especializado en el análisis e interpretación del polisomnograma, y está familiarizado con las investigaciones más actualizadas y con las actividades que se llevan a cabo en un laboratorio de sueño."

 Los neumólogos, ya subespecialistas dentro de la medicina interna, pueden ser admitidos en el consejo y certificados en medicina del sueño después de un fellowship (un periodo de entrenamiento después de la residencia), con base en sus conocimientos previos acerca de los problemas respiratorios relacionados con el sueño, sin necesidad de cursar el fellowship que habitualmente se solicita a otros especialistas.
La odontología del sueño (que considera el bruxismo, los ronquidos y la apnea del sueño), si bien no es reconocida como una de las nueve especialidades odontológicas, sí califica para ser certificada por el Comité Norteamericano de Medicina Dental del Sueño (ABDSM). El diplomado resultante es reconocido por la AASM, y estos dentistas están organizados en la Academia de Medicina Dental del Sueño de los Estados Unidos. Los dentistas calificados colaboran con los especialistas en medicina del sueño en centros de sueño acreditados y pueden ofrecer varios tipos de aplicaciones bucales o cirugías de las vías aéreas para tratar o manejar los trastornos respiratorios relacionados con el sueño, y también el rechinar de dientes y el bruxismo.
Los laboratorios para trastornos respiratorios relacionados con el dormir son acreditados por el AASM, y son un requisito para cumplir con el Código de Ética Médica de la Asociación Médica Norteamericana. Las nuevas y detalladas Normas de Acreditación (Standards for Accreditation) están disponibles en Internet. Los centros de trastornos del sueño o clínicas de sueño son acreditados por la misma instancia, ya sea a nivel hospitalario, a nivel universitario o "libres"; se requieren para ofrecer valoraciones de sueño y tratamiento para cualquiera de los trastornos del dormir y para contar con personal especializado en sueño que haya sido certificado por el Comité Estadounidense de Medicina del Sueño y que además cumpla con normas similares.

## Métodos de diagnóstico
El primer paso consiste en elaborar una historia clínica extensa y un diagnóstico médico, con objeto de descartar la posibilidad de que los síntomas que presenta el paciente se deban a más de un problema de salud, incluso a más de un trastorno del sueño. Los síntomas de diversos trastornos del dormir son muy similares, y será necesario determinar si son la causa o la consecuencia de algún problema psiquiátrico.
La historia clínica incluirá los intentos previos de tratamiento y una cuidadosa revisión del uso previo de fármacos. La distinción entre trastornos transitorios y trastornos crónicos y entre trastornos primarios y secundarios determinará la dirección de los planes de evaluación y tratamiento.
La Escala de Somnolencia Epworth (ESS), diseñada para evaluar la somnolencia y correlacionarla con la apnea de sueño, u otros cuestionarios diseñados para medir la somnolencia diurna excesiva, son herramientas de diagnóstico que también pueden utilizarse repetidas veces para el tratamiento.
En casa, el paciente puede y debe llevar un diario de sueño o bitácora de sueño por un lapso de al menos dos semanas. Aunque es subjetivo, este instrumento puede servir para determinar el tipo de problema de sueño y el nivel de alerta que presenta en su ambiente cotidiano. Al mismo tiempo, un pariente del paciente puede y debe llevar otro diario de sueño, para comparar. Los diarios de sueño pueden servir como automonitoreo y como auxiliares en el tratamiento conductual. En la parte superior de esta página aparece un diario de sueño que registra el sueño a medianoche y el sueño de fin de semana, todo lo cual puede servir para mostrar las tendencias.
Un actígrafo es un dispositivo que se coloca en la muñeca del paciente, generalmente durante una semana, y que percibe los movimientos; da una imagen aproximada de los ciclos de sueño-vigilia y sirve para verificar lo registrado con los diarios e sueño. Es muy útil cuando no se necesita aplicar una polisomnografía completa.

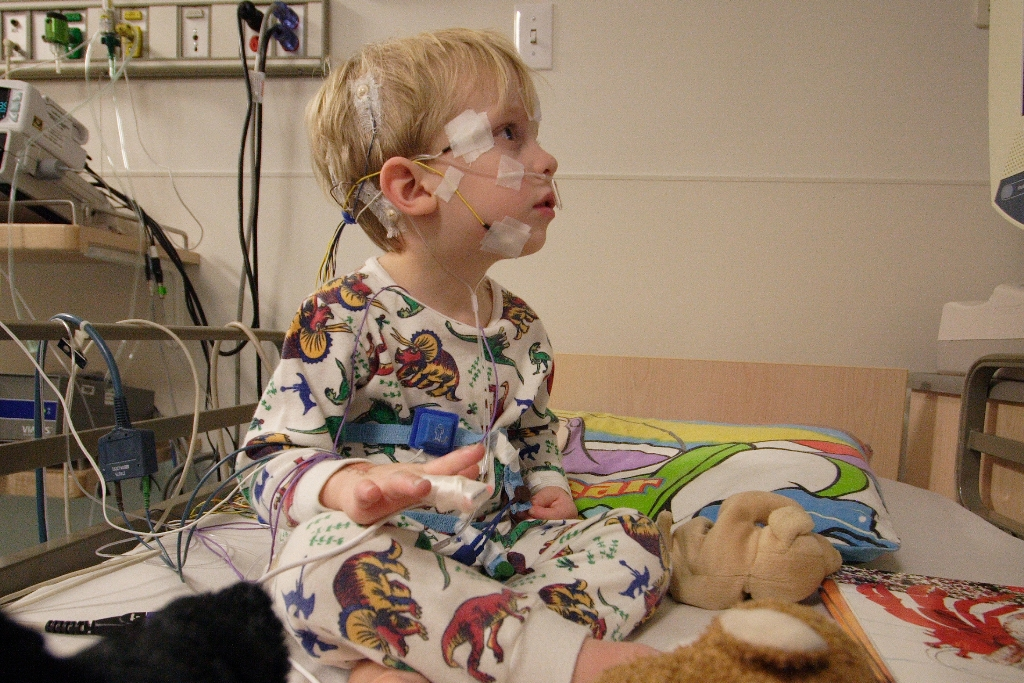
Sesión de terapia respiratoria, que incluye polisomnografía pediátrica, en el Hospital Infantil de St. Louis, en St. Louis, Missouri, Estados Unidos, 2006.

La polisomnografía se lleva a cabo en un laboratorio de sueño mientras duerme el paciente, de preferencia en sus horarios habituales de sueño. El polisomnograma (PSG) registra, lo más objetivamente posible, las etapas del sueño y los eventos respiratorios. Presenta múltiples canales del electroencefalograma (EEG), del electrooculograma (EOG), del electrocardiograma (ECG), el flujo aéreo nasal y oral, los movimientos abdominales, del pecho y de las piernas y los niveles de oxígeno en la sangre. En ocasiones llega a evaluarse en casa una sola de las partes del electroencefalograma, con ayuda de un equipo portátil; por ejemplo, la oximetría registra los niveles de oxígeno en la sangre durante toda la noche. La polisomnografía no se aplica de manera rutinaria en la evaluación de los pacientes con insomnio o con trastornos del ritmo circadiano, salvo que sea necesario para descartar otros trastornos. Sin embargo, siempre se usará para el diagnóstico de la apnea de sueño.
La llamada Prueba de Latencia Múltiple de Sueño (MSLT, en inglés) suele llevarse a cabo durante todo un día después de la polisomnografía mientras los electrodos y otros equipos aún están colocados. Se le permite al paciente que tome siestas cada segunda hora; esta prueba evalúa el número de minutos transcurridos desde el inicio de una siesta diurna hasta las primeras señales de sueño. Es una medida de la somnolencia diurna; también sirve para confirmar si el sueño MOR se alcanza con una siesta breve, lo cual sería indicio de narcolepsia.
Las imágenes médicas son de utilidad si es necesario evaluar a un paciente en busca de algún padecimieno neurodegenerativo o para determinar la obstrucción en la apnea obstructiva del sueño.

## Tratamientos
Cuando los problemas de sueño son secundarios al dolor, a otros diagnósticos médicos o psiquiátricos o al abuso en el consumo de sustancias, es muy probable que sea necesario tratar tanto la causa subyacente como los problemas en el dormir.
Cuando la causa subyacente de los problemas de sueño no es obvia, lo primero que se sugiere suelen ser tratamientos conductuales: desde recomendaciones relacionadas con la higiene del sueño hasta la terapia cognitivo conductual (TCC). Los estudios realizados en jóvenes y en adultos mayores han comparado la TCC con el uso de los medicamentos para dormir y han descubierto que la TCC debe considerarse la primera opción de tratamiento y también la de mayor costo-beneficio para el insomnio crónico, sobre todo porque las ganancias pueden seguir observándose en un seguimiento a largo plazo. Al menos en el caso de los Estados Unidos, los médicos y psicólogos especialistas en el dormir no han llegado a un acuerdo respecto a qué tipo de especialista debe aplicar la TCC. El tratamiento conductual incluye la relajación progresiva, el control de estímulos (para volver a asociar la cama con la somnolencia y no con la angustia, las preocupaciones y el insomnio), limitar el tiempo en cama para aumentar la eficiencia del sueño y combatir las ideas erróneas y prejuicios relacionados con el sueño.

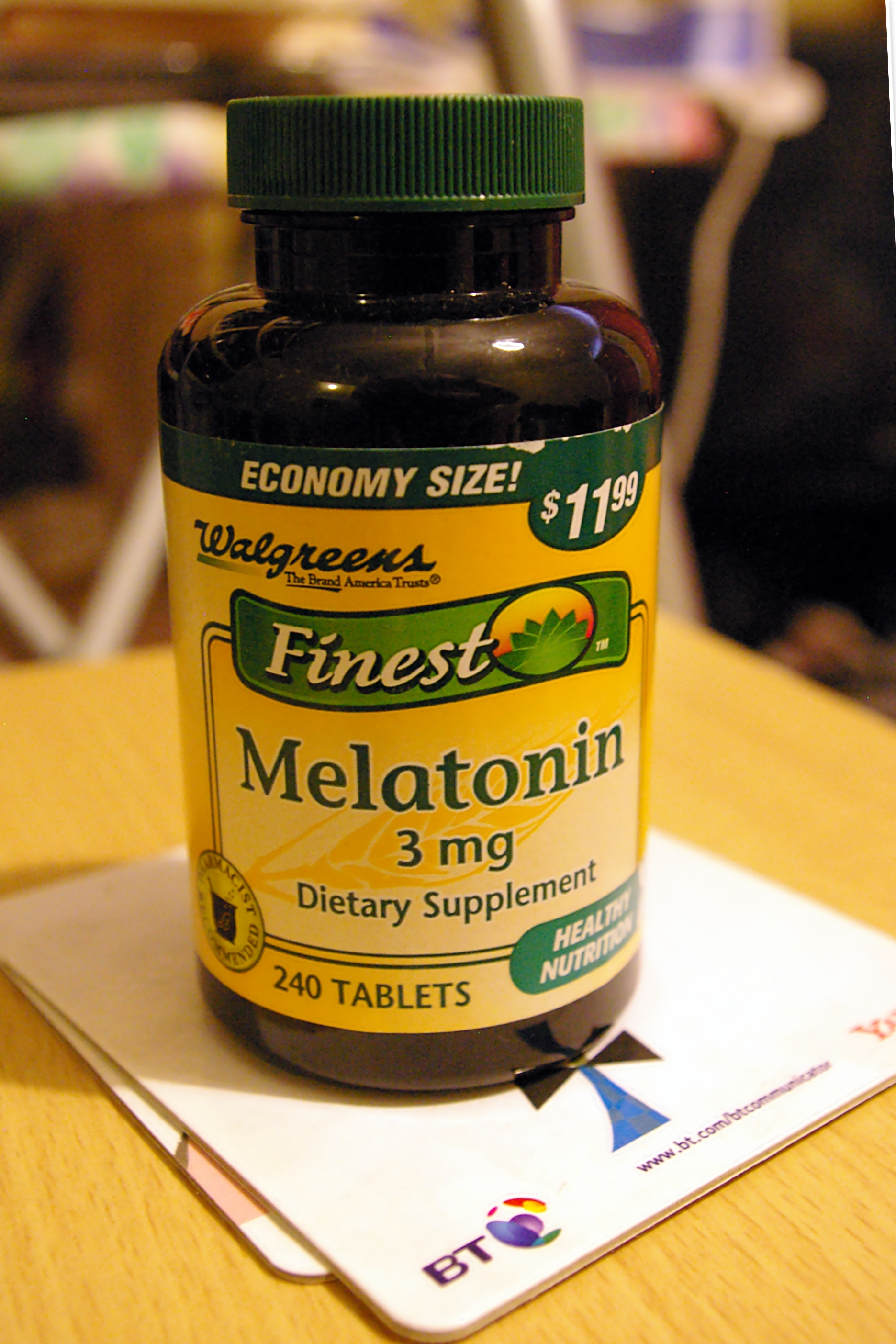
La melatonina Walgreens

El tratamiento farmacológico es necesario en algunos casos. Los medicamentos pueden ser útiles contra el insomnio agudo y contra algunas parasomnias. Casi siempre es necesario, junto con siestas breves y programadas y un seguimiento atento, para el tratamiento de la narcolepsia y el hipersomnio idiopático.
Los trastornos del ritmo circadiano, el más común de los cuales es el trastorno de fase retardada de sueño, pueden manejarse con terapia de iluminación, administración oral programada de melatonina y/o cronoterapia. También pueden recetarse estimulantes. Cuando estas terapias no tienen éxito, la terapia de asesoría puede servir para ayudar a la persona a adaptarse y a vivir con el problema de sueño. Algunas personas han modificado su estilo de vida para adaptarse a sus horarios de sueño y, por consiguiente, no necesitan tratamiento, aunque quizá sí necesitarán el diagnóstico para evitar tener problemas laborales por esa razón.

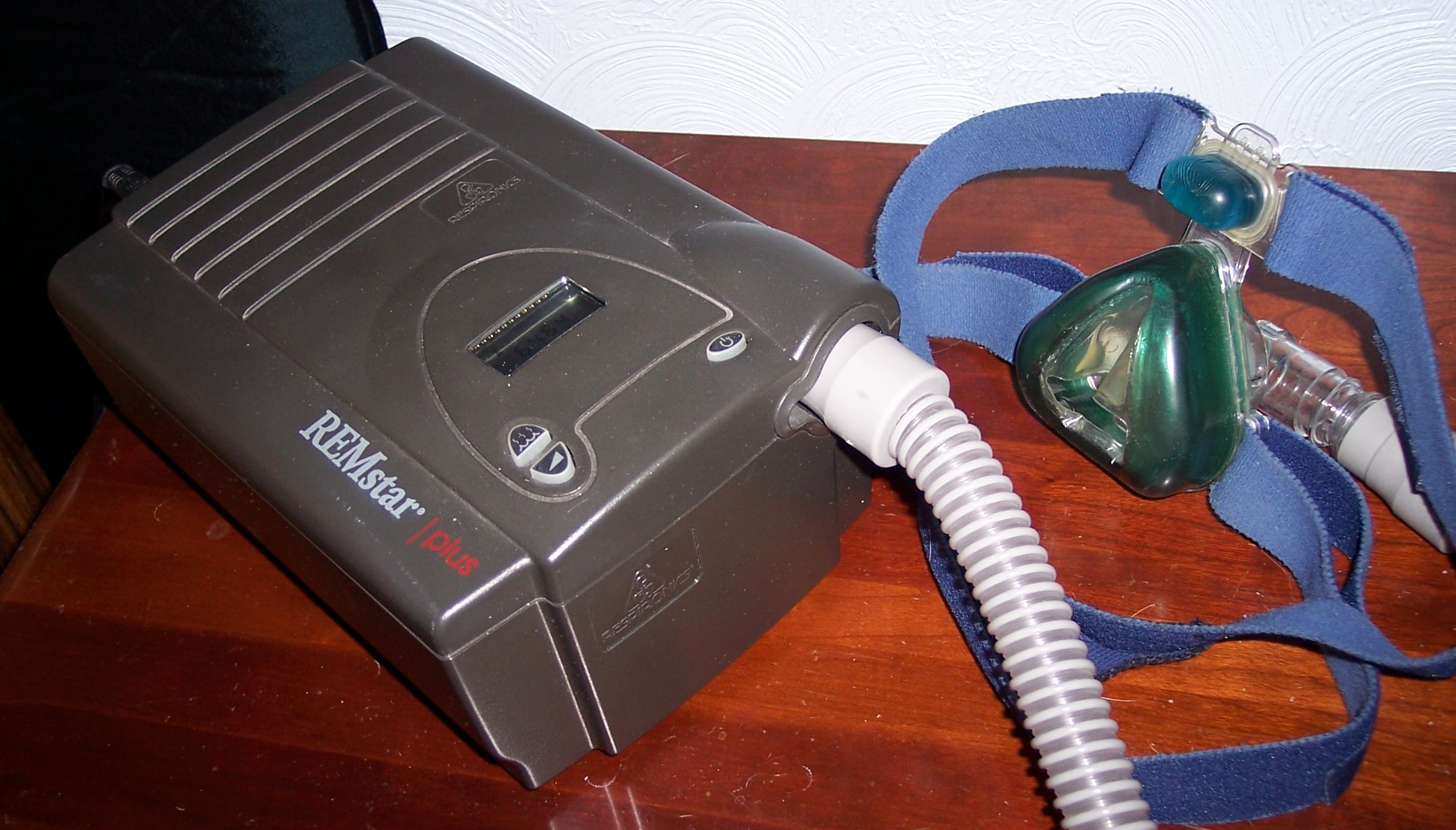
Dispositivo para la aplicación de presión aérea positiva continua (CPAP), útil para el tratamiento de trastornos de sueño como la apnea del sueño.

Los dispositivos de presión aérea positiva continua (CPAP) y los dispositivos orales se utilizan en el hogar durante la noche para el tratamiento de trastornos respiratorios del sueño como la apnea. En ocasiones, la opción indicada es la cirugía maxilofacial y oral de las vías aéreas. En casos leves en personas con obesidad puede bastar con la reducción de peso. Los tratamientos previenen el colapso de las vías aéreas, que interrumpe la respiración durante el sueño.
En las clínicas de sueño, se atiende también a pacientes con epilepsia, cefalea, migraña, insomnio, enfermedad de Parkinson y otros parkinsonismos; apnea de sueño, somnolencia, depresión, ansiedad, enfermedad vascular cerebral, traumatismo craneoencefálico, neuropatía.